# خالد محفوظ بحاح
خالِد مَحْفُوظ بَحَّاح (1965 - عدن) سياسي ودبلوماسي يمني، كلف في 13 أكتوبر 2014 بتشكيل الحكومة وتولى رئاستها في 7 نوفمبر 2014 وبعد أقل من ثلاثة أشهر قدم استقالته، بعد انقلاب الحوثيون، وفي 12 أبريل 2015 عُين نائباً للرئيس هادي بقرار منه، واستأنف مهامه كرئيس لمجلس وزراء الحكومة المؤقتة في المنفى. عُين في 31 أكتوبر 2023 سفيراً فوق العادة ومفوضاً لدى جمهورية مصر العربية.
تعين قبل ذلك وزيراً للنفط والمعادن لثلاث مرات، الحكومة اليمنية بعد استقالة باسندوة، حاصل على ماجستير من جامعة بونا الهندية في «إدارة أعمال وبنوك ومال» (1990 – 1992).

## النشأة والدراسة
ولد خالد محفوظ بحاح يوم 1 يناير 1965 في مدينة الديس الشرقية التابعة لمحافظة حضرموت باليمن.
تلقى تعليمه الابتدائي والإعدادي والثانوي في محافظة عدن. ثم حصل على شهادة البكالوريوس في التجارة من جامعة بونا بالهند سنة 1990، ثم حصل من نفس الجامعة في 1992 على ماجستير تجارة وإدارة أعمال.

## المناصب
- عُين وزيراً للنفط والمعادن في حكومة باجمال (2006-2007) وحكومة علي مجور حتى 2008.
- عُين سفيرا لليمن لدى كندا في ديسمبر 2008م.[4]
- عُين وزيراً للنفط والمعادن في حكومة باسندوة 7 مارس - 11 يونيو 2014م.[5]
- عُين مندوباً لليمن في الأمم المتحدة (11 يونيو - أكتوبر 2014).[6]
- رئيس الوزراء، (حكومة بحاح) (أكتوبر 2014 - استقال في 22 يناير 2015).
- نائب رئيس الجمهورية، رئيس مجلس وزراء الحكومة المؤقتة في المنفى (12 أبريل 2015 - 3 أبريل 2016).
- سفير اليمن في جمهورية مصر العربية منذ 31 أكتوبر 2023.[1]

### رئاسة الحكومة
أصدر رئيس الجمهورية اليمنية عبد ربه منصور هادي في 13 أكتوبر 2014 م قرار بتكليف خالد بحاح بتشكيل حكومة عقب استقالة حكومة باسندوة والتوقيع على اتفاق السلم والشراكة الوطنية.
وبعد انقلاب اليمن 2014 قدمت الحكومة استقالتها وذلك في 22 يناير 2015.